# Groote Eylandt
Groote Eylandt je největší ostrov Carpentarského zálivu a čtvrtý největší celé Austrálie. Administrativně patří pod Severní teritorium. Měří 2451 čtverečních kilometrů a žijí na něm necelé dva tisíce obyvatel. Hlavním městem je osada Angurugu.
Ostrov je rovinatý, nejvyšší bod Central Hill má 230 metrů nad mořem. Většina území je porostlá mangrovy. Groote Eylandt je největším světovým producentem manganu. Pracovníků těžební společnosti už žije na ostrově víc než původních obyvatel z kmene Anindilyakwaů (zajímavého mj. tím, že jejich jazyk má 5 gramatických rodů).

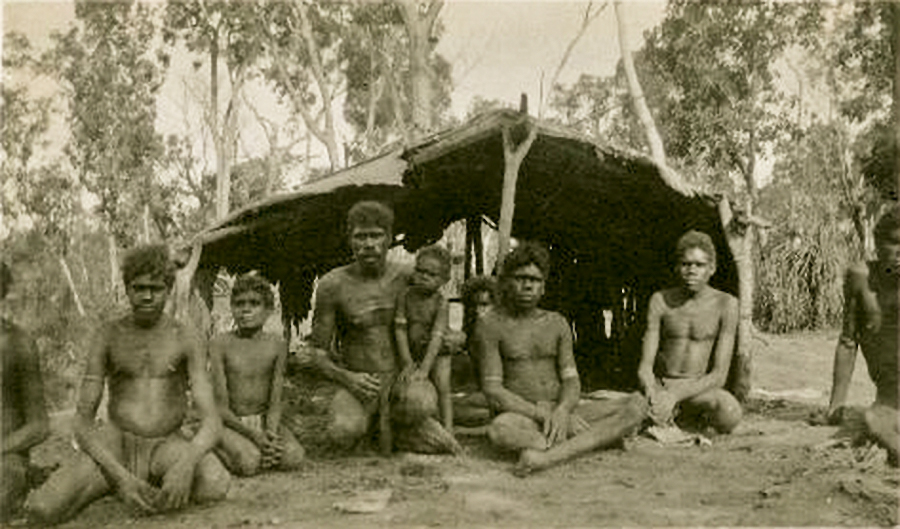
Domorodci z Groote Eylandt

Ostrov objevil Abel Tasman v roce 1644 a pojmenoval ho Groote Eylandt (ve staré nizozemštině to znamená doslova velký ostrov; název se nepřekládá ani neaktualizuje na spisovné Groot eiland). Josef Ladislav Erben, který oblast navštívil krátce po první světové válce, ještě popisuje Groote Eylandt jako neprozkoumaný kus země, obydlený bojovnými a civilizací nedotčenými domorodci. Ve dvacátých letech se zde usadili první misionáři a v šedesátých letech začala těžba manganu. Navzdory malebným plážím a množství ryb v okolních vodách dosud ostrov navštívilo minimum turistů, protože domorodá samospráva se přílivu návštěvníků brání.